# Blasco de Portugal
Blasco de Portugal (m. 1353) fue un eclesiástico que ejerció el cargo de obispo de Segovia entre los años 1351 y 1353. Se le considera oriundo del Reino de Portugal a juzgar por su apellido, aunque no existen noticias sobre su filiación.
Debió tomar posesión de su cargo el 30 de mayo de 1351, y la última noticia referida sobre su gobierno en la diócesis data del 21 de abril de 1353, cuando autoriza el traslado de muchos privilegios concedidos a la ciudad durante siglos, y falleció ese mismo año.